# Jay Ashley
Jay Ashley (n. 1 ianuarie 1971, Middletown, Maryland) este un actor porno și actual regizor.
Jay este membru la AVN Hall of Fame.
El s-a împrietenit în timpul liceului cu Kaitlyn Ashley, când Kaitlyn avea de 15 ani, cei doi s-au mutat împreună.
După absolvirea liceului, Jay s-a înrolat la marina militară americană, unde a fost inspector de sudură subacvatică și Jay Kaitlyn a intrat domeniul filmelor pentru adulți (pornografice), unde au prezentat împreună scene pornografice.
După doisprezece ani de conviețuirre împreună, Jay și Kaitlyn s-au despărțit în aprilie 1993 motivul fiind lipsa de copii.
Ashley sa întâlnit mai târziu cu Aurora Snow la turanarea unui film în San Francisco. Cu ea a fost împreună timp de 7 ani și jumătate, după care s-au despărțit.